# ジェイムズ・ハミルトン (第5代アバコーン公爵)

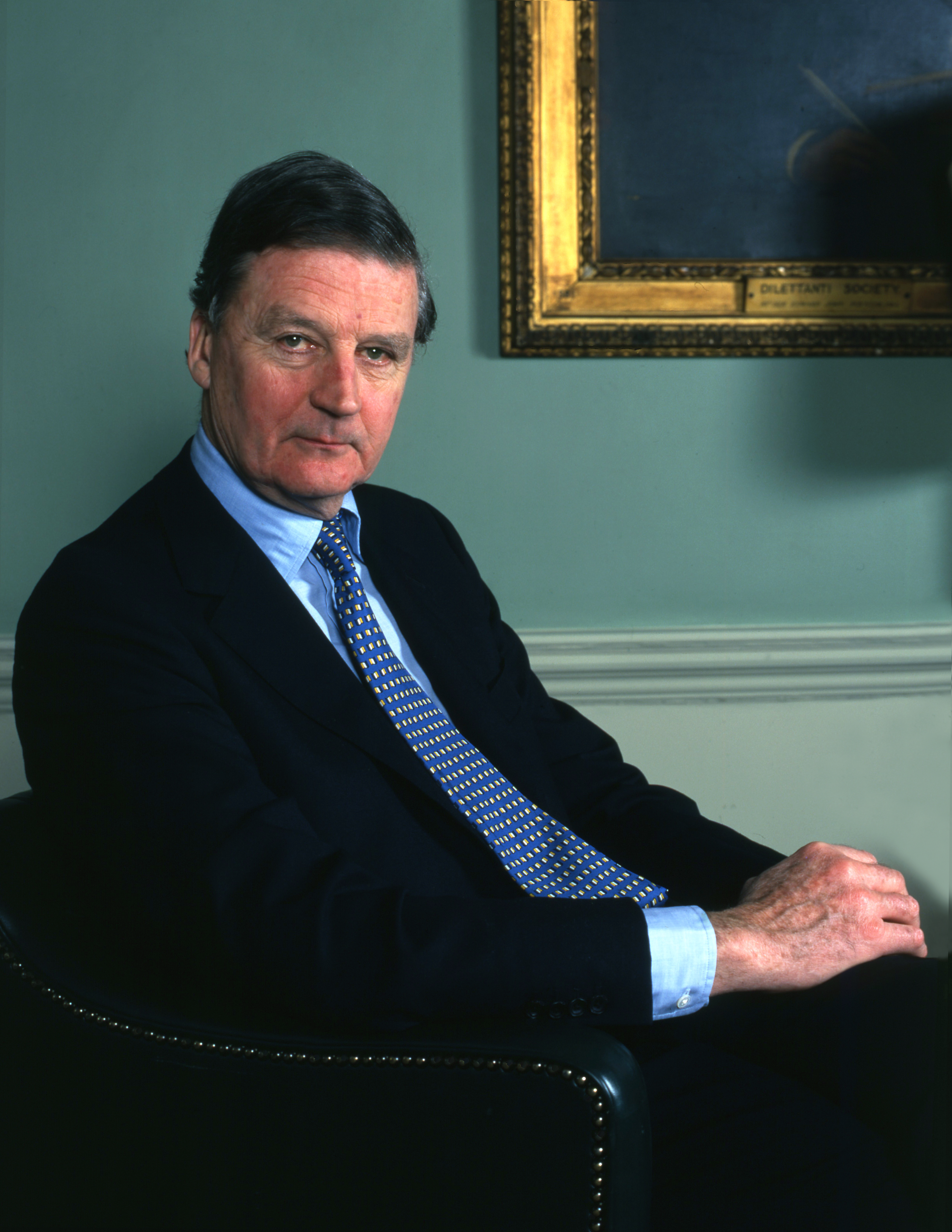
5代アバコーン公（1990年アラン・ウォーレン撮影）

第5代アバコーン公爵ジェイムズ・ハミルトン（英: James Hamilton, 5th Duke of Abercorn, KG、1934年7月4日 - ）は、イギリスの貴族、政治家。
襲爵前にアルスター統一党所属の庶民院議員を2期務め、後に王室家政長官に任命された。

## 経歴

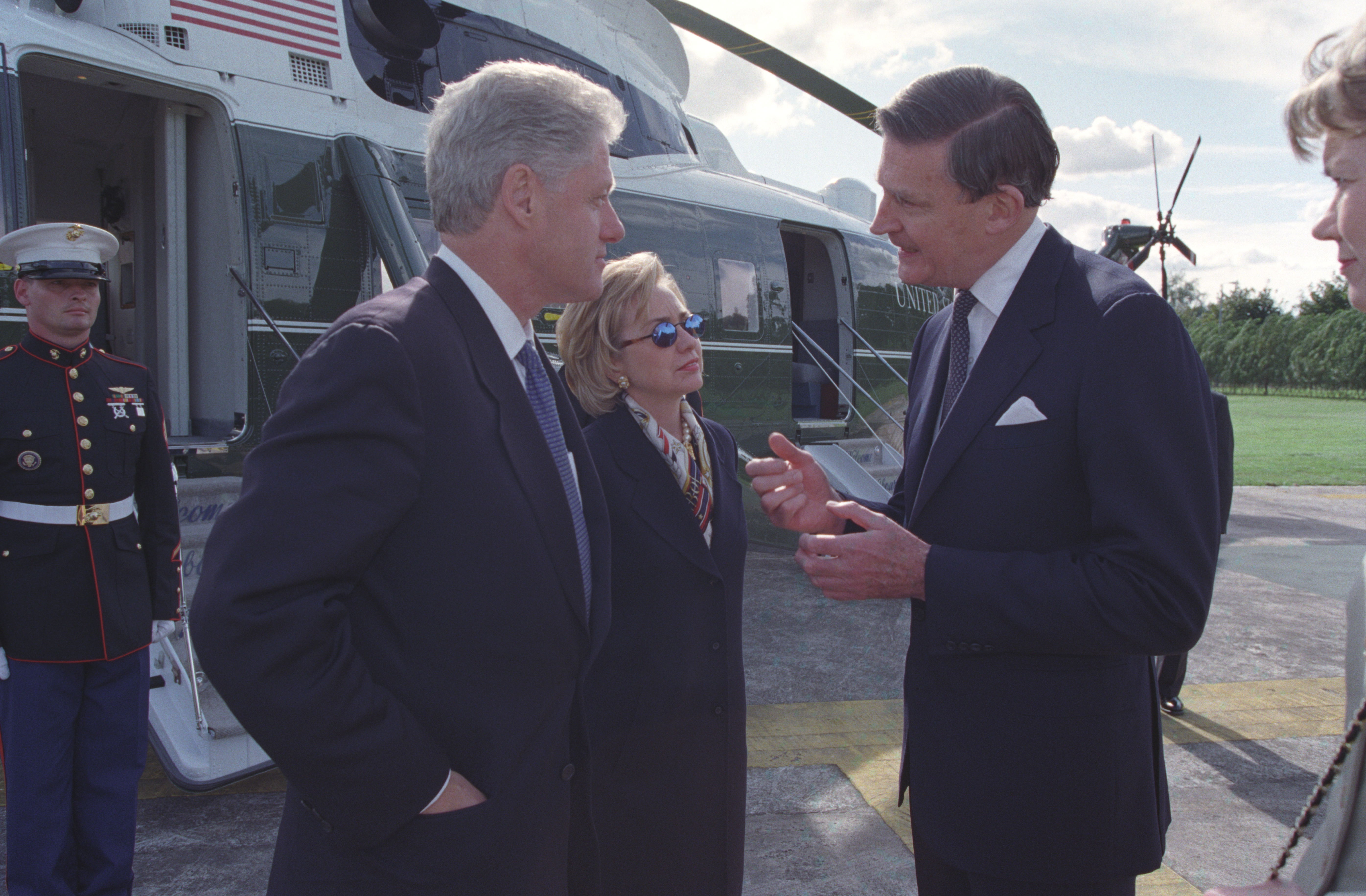
1995年11月30日ビル・クリントン米大統領とヒラリー・クリントン大統領夫人と話すアバコーン公

ハミルトン侯爵ジェイムズ・ハミルトンの長男（第2子）としてロンドンで生まれる。母親のキャスリーン・ハミルトンはクリントン子爵ヘンリー・クリントン（第4代アーン伯爵ジョン・クリントンの長男で第5代アーン伯爵ジョン・クリントンの父）の娘。父親が第4代アバコーン公爵となった1953年から自身が襲爵する1979年までは「ハミルトン侯爵」（Marquess of Hamilton）の儀礼称号を称した。
イートン・カレッジを経てイギリス王立農業大学（Royal Agricultural College）で学び、1952年にグレナディアガーズに入隊。1964年イギリス総選挙にロバート・グローヴナー卿（後の第5代ウェストミンスター公爵）の後継としてファーマナ・アンド・サウス・ティロン選挙区から立候補、政界入り。以後1970年イギリス総選挙で落選するまでアルスター統一党所属の庶民院議員。1979年に父親の死去により爵位を相続、グレートブリテン貴族「アバコーン侯爵」として貴族院に議席を得る。貴族院改革のあった1999年11月11日まで在職した。
1970年にティロン県長官（High Sheriff of Tyrone）となり、1987年から2009年まではティロン統監も務めた。1999年、ガーター勲章を受勲。2000年から2008年までアイリッシュガーズの名誉職の隊長に任じられており、加えて2001年から2009年まで王室家政長官の職にあった。
2012年10月17日からガーター騎士団長に就任したが、老齢のため2024年をもって退任した。
アバコーンは15,000エーカー（61平方キロメートル）以上の土地を所有するアイルランド島最大の地主の一人であり、北アイルランド・ティロン県ニュータウンスチュワートのバロンズコートを邸宅としている。

## 栄典

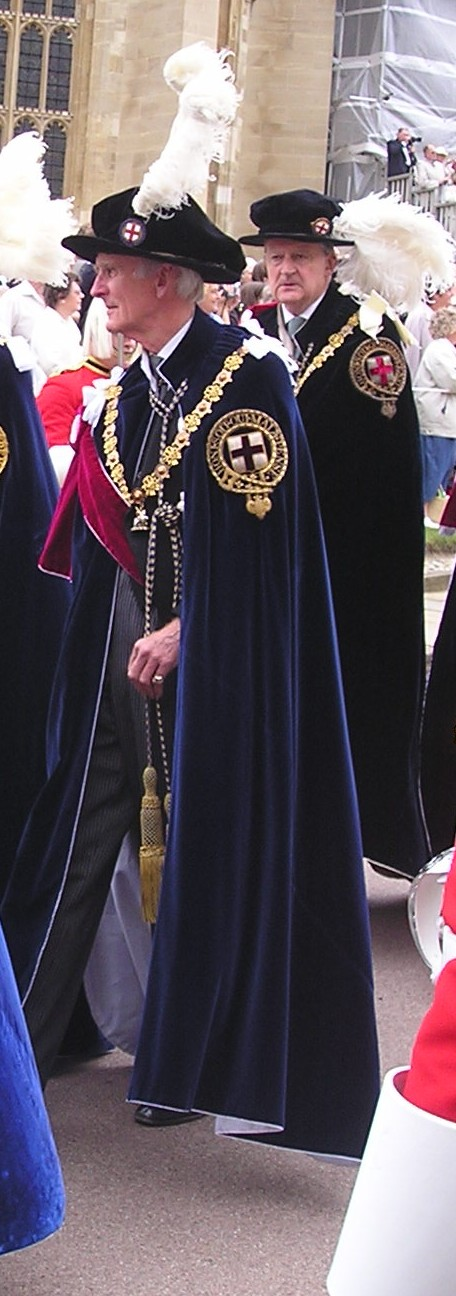
2006年6月19日、ガーター・セレモニーでセント・ジョージ・チャペルへ向かうガーター騎士団員アバコーン公爵（後方の人物）。手前の人物はアンソニー・アクランド。

### 爵位/準男爵位
1979年6月4日の父ジェイムズ・ハミルトンの死により以下の爵位を継承した。
- 第5代アバコーン公爵 (5th Duke of Abercorn)
(1868年8月10日創設アイルランド貴族爵位)
- 第6代アバコーン侯爵 (6th Marquess of Abercorn)
(1790年10月15日創設グレートブリテン貴族爵位)
- ティロン県におけるストラバンの第5代ハミルトン侯爵 (5th Marquess of Hamilton, of Strabane in the county of Tyrone)
(1868年8月10日創設アイルランド貴族爵位)
- 第14代アバコーン伯爵 (14th Earl of Abercorn)
(1606年7月10日創設スコットランド貴族爵位)
- 第9代ストラバン子爵 (9th Viscount Strabane)
(1701年9月2日創設アイルランド貴族爵位)
- 第7代ハミルトン子爵　(7th Viscount Hamilton)
(1786年8月8日創設グレートブリテン貴族爵位)
- レンフルー州における第14代ペイズリー卿 (14th Lord Paisley, in the County of Renfrew)
(1587年7月29日創設スコットランド貴族爵位)
- リンリスゴー州における第14代アバコーン卿 (14th Lord Abercorn, in the County of Linlithgow)
(1603年4月5日創設スコットランド貴族爵位)
- 第14代ペイズリー、ハミルトン、マウントカシェルおよびカークパトリック卿 (14th Lord of Paisley, Hamilton, Mountcastell and Kilpatrick)
(1606年7月10日創設スコットランド貴族爵位)
- ティロン県における第15代ハミルトン卿、ストラバン男爵 (15th Lord Hamilton, Baron of Strabane in the County of Tyrone)
(1617年5月8日創設アイルランド貴族爵位)
- ティロン県における第9代マウントキャッスル男爵 (9th Baron Mountcastle, in the County of Tyrone)
(1701年9月2日創設アイルランド貴族爵位)
- (ダナロングの)第15代準男爵 (15th Baronet, "of Dunalong")
(1660年頃創設アイルランド準男爵位)

### 勲章
- 1999年4月23日、ガーター勲章勲爵士（KG）[7]
- 2012年10月17日、ガーター騎士団長（英語版）[9]

## 家族
1966年10月20日にウェストミンスター寺院でアレグザンドラ・フィリップスと結婚した。彼女の妹ナタリアは第6代ウェストミンスター公爵ジェラルド・グローヴナーの夫人となっている。
夫婦の間には2男1女が生まれている。

## 子女
夫婦の間には2男1女が生まれている。
- ジェームズ・ハロルド・チャールズ・ハミルトン（1969年8月19日-）-ハミルトン侯爵; 2004年5月7日にターニャ・マリー・ネーションと結婚した。
  1. ジェームズ・アルフレッド・ニコラス・ハミルトン卿（2005年10月30日-）-ストラベーン子爵
  2. クロード・ダグラス・ハロルド・ハミルトン卿（2007年12月12日-）
- レディー・ソフィア・アレクサンドラ・ハミルトン（1973年6月8日-）; 2002年9月7日にアンソニー・ロイドと結婚し、2005年に離婚した。
- ニコラス・エドワード・ハミルトン卿（1979年7月5日-）; 2009年8月30日にタチアナク・ロンバーグと結婚した。